# Off Colors (Steven Universe)
Off Colors é o terceiro episódio da quinta temporada da série de animação americana Steven Universe, que estreou em 29 de maio de 2017 no Cartoon Network. Foi escrito e encenado (storyboard) por Lamar Abrams e Jeff Liu. O episódio foi visto por 1.524 milhões de espectadores.
Uma continuação direta do episódio anterior "The Trial", "Off Colors" mostra Steven e Lars, fugindo das Diamantes, quando eles encontram um grupo de gems conhecidas como "Off-Colors", que são rejeitadas por outras gems e vivem escondidas.

## Enredo
Continuando imediatamente após "The Trial", Steven e Lars escapam das Diamantes através da área inferior abandonada de Homeworld. Eles são vistos por Robonóides, robôs caçadores de pedras preciosas que os atacam. Uma gem chamada Rutilo, que tem dois corpos unidos da cintura para cima, ajuda a salvá-los. As gêmeas levam Steven e Lars para o que eles descrevem como um lugar "onde aqueles que não pertencem ... pertencem". Eles são levados a um enorme jardim de infância abandonado, onde as Gêmeas Rutilo chamam as outras gems escondidas: uma fusão chamada Rhodonite, que teme que eles tenham sido seguidos; uma safira laranja chamada Padparadscha, que só pode prever o "futuro" depois de já ter ocorrido; e uma grande fusão chamada Fluorite. Estas Gemas são apelidadas de "Off-Colors" por suas diferenças, formação incomum ou comportamento aberrante, que são vistas como defeituosas pelos padrões de Homeworld; se capturadas, elas seriam quebradas.
Três Robonóides aparecem e todos vão para se esconder. Já que Lars não é uma Gem, os Robonóides não podem detectá-lo, e ele se arrisca a proteger os outros, jogando pedras nos Robonóides e bloqueando seus scanners com seu corpo. Steven destrói dois dos Robonóides refletindo seus feixes com seu escudo, e Lars pula no terceiro, atingindo-o com uma estalactite quebrada. Lars empurra a estalactite para o Robonóide, fazendo com que ele exploda. A explosão faz com que o corpo de Lars seja jogado contra uma coluna de pedra, matando-o.
Devastado, Steven chora e suas lágrimas caem no rosto de Lars. Enquanto as lágrimas de Steven são absorvidas em sua pele, o corpo de Lars começa a brilhar em rosa brilhante. À medida que o brilho desaparece, Lars volta à vida, agora com uma cicatriz através de um olho, bem como pele e cabelo cor-de-rosa.

## Elenco
- Zach Callison como Steven Universo
- Matthew Moy como Lars Barriga
- Ashly Burch como Gêmeas Rutilo
- Enuka Okuma como Rhodonite
- Erica Luttrell como Padparadscha
- Kathy Fisher como Fluorite

## Produção
Este episódio foi escrito e encenado (storyboard) por Lamar Abrams e Jeff Liu. O episódio foi dirigido por Nick DeMayo, Sang-Un Jeon e Seung Wook Shin (diretores de animação), Liz Artinian (diretor de arte) e Joe Johnston (diretor supervisor).
A morte e o reavivamento de Lars foram um elemento planejado da história desde o começo da série; A criadora Rebecca Sugar havia concebido o personagem antes do show em si, e esse desenvolvimento foi considerado como aparecendo no segundo episódio do programa. No entanto, justificá-lo dentro da história exigiu aumentar ainda mais a sua chegada ao longo do tempo. 

## Transmissão e Recepção
"Off Colors" estreou em 29 de maio de 2017 no Cartoon Network, como a terceira parte do especial de quatro episódios "Wanted". Sua transmissão americana inicial foi vista por 1.532 milhões de telespectadores e recebeu uma nota 40 na classificação doméstica da Nielsen. 
Eric Thurm, argumentou que esse foi um dos episódios mais lentos do especial "Wanted", mas elogiou o tratamento da morte de Lars. Louvando o seu retrato gráfico e peso emocional, ele escreveu que "É impressionante que a equipe do Steven Universe tenha conseguido mostrar isso com tantos detalhes - qual é a última morte que você pode lembrar em um desenho animado ou filme que foi tão explícito?" Na mesma crítica, ele elogiou a revelação inesperada do episódio das habilidades de ressurreição de Rose Quartz e a imprevisibilidade do programa, afirmando que "pela primeira vez em pouco tempo, não há como saber o que vai acontecer em Steven Universe - e é emocionante". 